# V (V for Vendetta)
V es un personaje ficticio de la serie de cómics V de Vendetta, creado por Alan Moore y David Lloyd. V es un misterioso anarquista a quien se reconoce por su máscara de Guy Fawkes y ropa oscura. Según Moore, V puede ser tanto el protagonista como el antagonista de la historia; es el lector quien decide si es un héroe que lucha por una causa justa o simplemente un loco.

## Biografía

### Origen
Por el canon, no se sabe el origen e identidad de V. Se sabe que fue un prisionero del infame campo de concentración Larkhill, uno de los tantos campos de concentración en que el  nuevo régimen fascista de Inglaterra, Norsefire, exterminó a homosexuales, judíos, negros, musulmanes, disidentes políticos y probablemente a quien no fuera de raza blanca. Mientras se encontraba prisionero, V pertenecía a un grupo de prisioneros que eran sometidos a experimentos horrendos por la Dra. Delia Surridge. Los experimentos consistían en inyectarles una hormona artificial (que en la novela gráfica recibe el nombre de "Batch5"), posiblemente con el propósito de crear supersoldados. Un cura pedófilo, Lilliman, trabajaba en el campo para dar "apoyo espiritual" a los prisioneros. Todos los prisioneros que fueron inyectados murieron horriblemente salvo uno: el hombre o mujer en la celda número cinco ("V" en número romano). Aunque este no sufría daño físico alguno, Surridge creía que el experimento había alterado la mente de V. Debido a esto, sus acciones parecían mantener una lógica distorsionada. Los experimentos también dieron algunos resultados beneficiosos ya que V tenía reflejos de calidad olímpica, fuerza aumentada y una mejor capacidad mental.
Después de algún tiempo, le permitieron cultivar rosas (violetas carsons[carson escarlata, o en inglés, scarlet carsons]) y, por ser un experto(a) en jardinería, empezó a cultivar alimentos para los oficiales del campo (por ejemplo, para el comandante Prothero). El hombre empezó a llevar el abono que sobraba (basado en amoníaco) a su habitación. En secreto, utilizaba el abono y un solvente para crear gas mostaza y napalm. En una noche tormentosa (el 5 de noviembre), detonó su bomba casera y escapó de su celda. Con esto, buena parte del campo de concentración ardió y muchos de los guardias que llegaron urgentemente para ver lo que pasaba fallecieron a causa del gas mostaza. El campo fue evacuado y cerrado. El prisionero de la celda N° 5 adoptó la  nueva identidad  de "V" y una máscara y disfraz de Guy Fawkes, esto último para convertir su antigua identidad en indescifrable también para quien pudiera tener cualquier clase de contacto con él, y así protegerse. Luego, V pasó los siguientes 5 años (en la película transcurren 20 años) en planear su venganza contra el gobierno Norsefire, construyendo su base secreta (que llamaba la "Galería de Sombra", lugar donde reunió gran parte de famosas manifestaciones culturales principalmente de tipo selecto, datables desde por lo menos el siglo XVI hasta el estallido de la dictadura) en las abandonadas dependencias de una estación de metro, y matando a quienes sobrevivieron a Larkhill (haciendo que cada asesinato pareciera accidental y nadie conociese la identidad de "V"). Sin embargo, quería matar a Prothero, Surridge y Lilliman al final. Sólo demostró piedad por Surridge, a quien mató con un veneno que no le causó dolor.

### Identidad
La identidad verdadera de V es un misterio, y en la obra sólo se quita la máscara (por lo demás, hecha de un material bastante duro) una vez, por petición de Surridge, antes de que muriera. Hacia el final de la historia, Evey se imagina quitándosela en cuatro ocasiones (apareciendo mentalmente los rostros de Valerie, su amante, su padre y ella misma cuando trata de imaginar quién está detrás de la máscara).
Después de los experimentos V asegura no recordar su verdadero nombre, y dice "Yo no tengo nombre, puedes llamarme V". La única referencia sobre la historia de V está en el diario de Surridge, el cual V deja al alcance para que sea hallado por la "Nariz" (una agencia como el FBI) luego de matar a Surridge, solo que sin algunas páginas posteriores a su huida de Larkhill, que posiblemente trataban de sus detalles personales, para borrar pistas que pudieran ayudarles a dar con él. El inspector Finch, jefe del departamento de la Nariz de Londres y uno de los oficiales más poderosos de Norsefire, lee el diario, pero señala que V quería que ellos lo leyeran. Finch también especula que V inventó la versión del diario que dejó con el cadáver para confundir a la policía. El hecho que V haya estado en Larkhill parece confirmado, pero todo lo que la policía supo sobre el campo es lo que V quería decirles.
Es posible que V quedase desfigurado por los experimentos. En el filme de 2005, basado en el cómic, una mañana, mientras Evey permanece retenida en la morada de V, mientras este le prepara el desayuno, se ven bulbosas cicatrices rojas en sus manos, posteriormente, entre los recuerdos de V y otros personajes, se ve cómo es que su cuerpo se quemó casi por completo durante el incendio del campo de concentración.
Su confidente, Evey Hammond especuló en el cómic que V podría ser su padre, quien fue detenido hace años como prisionero político, aunque V lo niega. Además, Moore ha confirmado que V no es el padre de Evey. También se especula que V en verdad sea Valerie, la prisionera en la celda contigua a la de V, cuya carta autobiográfica animó a V a sobrevivir (la carta que V también le dio a Evey). Es posible que V sea una mujer cuyo físico ha cambiado tanto debido a los experimentos con hormonas que ese particular no se pueda distinguir mientras lleva su disfraz. Sin embargo, Prothero y Surridge describen a V como el "hombre" del cuarto 5; por lo tanto esta teoría es errónea.
Nunca se revela la identidad verdadera de V. Finch hizo comentarios acerca de las páginas que V sacó del diario de Surridge: "¿Qué decían las páginas que faltan, eh? ¿Su nombre? ¿Su edad? ¿Si fue judío u homosexual o negro o blanco?". Antes de matar a Creedy, se describe a sí mismo como "algo más que carne y huesos, una idea", en sus palabras textuales. El hecho de que V termine encarnándose en la persona que termine siendo su predecesor sugiere que V es algo que trasciende al individuo que lleva la máscara (semejante al Doctor Mabuse). A las fines del cómic, Evey termina encargándose del cometido de V, considerándose como la anarquía personificada. En efecto, V podría ser potencialmente cualquier persona que sea oprimida por su gobierno.
Un punto neurálgico de su persona se refleja en una frase dicha por él en el filme de 2005 acerca del cómic, donde afirma: "Significa que yo, como Dios, no juego a los dados y no creo en las coincidencias." La primera parte de la afirmación se refiere a que, mientras esté en sus manos, no permite que ni sus acciones ni las consecuencias de éstas se vean determinadas o influidas por el azar. La segunda, a que posee la arraigada comprensión de que, en el fondo, nada sucede sin una razón; de que cuando algo parece pasar sin haber un porque, no significa que no lo haya, sino que no es detectado por alguien y/o oportunamente.

### El villano
Cuatro años después de escapar de Larkhill, V empieza su vendetta contra el gobierno volando el Parlamento el 5 de noviembre (la Noche de Guy Fawkes). Luego, V secuestra a Prothero, quien se ha vuelto en "La Voz de Londres" en el canal de propagandístico del gobierno. V enloquece a Prothero con la destrucción de su colección de muñecas en forma de sátira del extermino que tuvo lugar en Larkhill. V después mata al obispo Lilliman obligándolo a comer una hostia envenenada con una dosis letal de cianuro. Norsefire ha propagado una versión religiosa en su retórica, diciendo que a quienes mataba el partido no eran puros según Dios. A continuación, V mató a Surridge, la única oficial que sentía remordimiento por lo que había hecho.
El verdadero villano de la historia es el hombre que le dio todo al pueblo inglés a cambio de su silencio: el canciller o primer ministro Adam Sutler, quien emplea a Creedy como su títere para así atrapar a V.
V ataca el canal de propaganda del gobierno, atándose explosivos y obligando a los empleados a seguir sus mandatos. V transmite un mensaje al pueblo, diciéndoles que se responsabilicen y que se subleven contra el gobierno. Mientras, en la película en el intertanto, haciéndose pasar por Willian Rookwood (un hombre fallecido hace veinte años), contacta al Inspector Finch, comunicándole que tiene "la verdad" para él, y le propone encontrarse en el mausoleo edificado en memoria de las víctimas del ataque biológico ocurrido varios años atrás en St. Mary's, si está preparado para escucharla. Finch accede y allí V le revela a él y al colega que ha venido con él "su versión de historia":

“Nuestra historia comienza, cómo todas las historias, con un joven y prometedor político. Es un hombre profundamente religioso y miembro del Partido Conservador; tiene un solo objetivo y no respeta el proceso político. En tanto más poder adquiere es más obvio su fanatismo, y la agresividad de sus seguidores va en aumento. Posteriormente, su partido lanza un proyecto especial, enarbolando la seguridad nacional. Al principio, se piensa que investigarán armas biológicas y se le apoya sin importar el costo. Sin embargo, el verdadero objetivo del proyecto es el poder, la dominación completa, total y hegemónica. El proyecto posteriormente termina con violencia… pero el esfuerzo de los involucrados no es en vano, ya que un nuevo medio para hacer la guerra surge de la sangre de una de sus víctimas. Imagine un virus, el más aterrador que pueda, y después imagine que usted y sólo usted tiene la cura. Pero si su verdadero objetivo es el poder, ¿cómo puede darle uso a esa arma?
Bien, es en éste punto de nuestra historia que aparece una araña. Es un hombre que aparentemente carece de conciencia, para quién el fin siempre justifica los medios, y es él quién sugiere que su objetivo no debe ser un enemigo del país, sino más bien el país mismo. Tres objetivos son elegidos para dar el mayor efecto al ataque: Una escuela, una estación del metro y una planta de tratamiento de agua. Varios cientos mueren en las primeras semanas. Promovido por los medios, el miedo se diseminó rápidamente, fracturando a un país dividido, hasta que el verdadero objetivo se hiciera evidente. Antes de la crisis de St. Mary’s, nadie pudo haber pronosticado los resultados de la elección de Sears, nadie, y poco después de la elección sucedió un milagro. Algunos piensan que fue obra del mismo Dios, pero fue una empresa farmacéutica controlada por ciertos miembros del partido, lo que los volvió obscenamente ricos. Un año después, varios extremistas son juzgados, declarados culpables y ejecutados en tanto se construye un mausoleo para canonizar a sus víctimas. Pero el resultado final, lo verdaderamente genial del plan, fue el temor. El miedo se convirtió en la mejor herramienta de éste gobierno, y, gracias a él, nuestro político llegó a ocupar el nuevo puesto de Gran Canciller. El resto, cómo dicen, es historia.”

Finalmente, V destruye los edificios de vigilancia del gobierno, mermando su habilidad de controlar al pueblo. Sin embargo, V es herido de muerte por El Señor Creedy y sus secuaces que habían descubierto su escondite en la antigua parada de metro "Victoria". Finalmente, muere en los brazos de Evey, quien coloca su cuerpo en un tren del metro, rodeado por rosas y gelignita según los últimos deseos del enmascarado. El tren se detiene debajo del N°10 de Downing Street donde los explosivos detonan, concediendo a V un funeral vikingo.

## En otros medios

### Película
La adaptación cinematográfica del cómic protagonizada por Hugo Weaving como V. James Purefoy fue originalmente elegido como V, pero fue reemplazado por Weaving a las seis semanas de producción. Purefoy declaró que le resultaba difícil actuar mientras usaba la máscara, y esa fue la razón de su partida. Aunque parte de la actuación de Purefoy se usó en la película final, Weaving recibió el crédito exclusivo.
La película lo describe como desfigurado como resultado de la tortura que sufrió en Larkhill, y con habilidades físicas casi sobrehumanas como resultado de los experimentos biológicos que le hicieron pasar. Afirma haber perdido toda la memoria de su pasado, completando su transformación en el "hombre común" que dice estar en el cómic. Parecía estar muy quemado y se esconde detrás de la máscara de V como el Fantasma de la Ópera: en el cómic es posible que sea uno de los otros personajes desconocidos.
Varios eventos que involucran a V difieren notablemente de los cómics. Coloca su primera bomba para destruir el Old Bailey y apunta a las Casas del Parlamento un año después, pero no explota la Oficina de Correos o 10 de Downing Street la bomba que deja en Jordan Tower se desactiva de forma segura (no está claro si alguna vez legítimamente quiso que la bomba explotara o simplemente la configuró como una excusa mientras transmitía su mensaje). Además, donde el cómic V fue retratado como un anarquista político que buscaba la destrucción de todos los gobiernos, la película V enfoca sus sentimientos antigubernamentales exclusivamente en Norsefire, comentando a Evey mientras se prepara para su posición final que se lo deja a ella. si se destruye el Parlamento, ya que reconoce que no tiene derecho a dar forma a un mundo que no verá. Aunque todavía está dispuesto a recurrir a la violencia y la brutalidad en nombre de sus objetivos, V también muestra cierta compasión, matando al exmédico del campamento con un veneno indoloro para reconocer su arrepentimiento y aceptación de sus sinceras disculpas por su pasado, a diferencia de los asaltos brutales que llevó a cabo en otro antiguo personal de Larkhill. V también se muestra sollozando después de la partida de Evey debido al recuerdo de lo que la hizo pasar, y admite antes de su muerte que se enamoró de ella de una manera que creía que era imposible para él después de todo lo que se había convertido.
En lugar de Finch, el oficial de Norsefire Peter Creedy y sus hombres confrontan a V al final de la película, trayendo al Alto Canciller Adam Sutler (Adam Susan en la novela gráfica) como V ha exigido. Creedy ejecuta a Sutler, pero V rechaza la orden de Creedy de quitarse la máscara y rendirse: a través de una lluvia de disparos, V permanece de pie el tiempo suficiente para matar a Creedy y sus hombres. Un blindaje debajo de su capa detiene la mayoría de las balas, pero V sigue herido de muerte. Se tambalea hacia el túnel, donde Evey está esperando, y muere en sus brazos. Ella coloca su cuerpo en el tren cargado de explosivos para un funeral vikingo, pero Finch llega con la intención de arrestarla. Sin embargo, cede y permite que Evey comience el tren, finalmente decidió darle la espalda al tiránico régimen de Norsefire. Los dos miran, junto con miles de espectadores disfrazados de V, mientras el tren explota y destruye las Casas del Parlamento.

### Warrior
- Warrior N° 1 a 16 y 18 a 23, más un artículo sobre V for Vendetta de Alan Moore en el N° 17.

### Vertigo Comics
- V for Vendetta - volúmenes I al X (septiembre de 1988 a mayo de 1989)

### Novelas gráficas
- En Estados Unidos: Vertigo Comics (ISBN 0-930289-52-8)
- En el Reino Unido: Titan Books (ISBN 1-85286-291-2)